# Мохамед Тарабулсі
Мохамед Талабулсі  (26 вересня 1950) — ліванський важкоатлет, олімпійський медаліст.

## Виступи на Олімпіадах
| Олімпіада   | Дисципліна        | Місце  |
| ----------- | ----------------- | ------ |
| Мехіко 1968 | легка категорія   | 14     |
| Мюнхен 1972 | середня категорія | 2      |
| Москва 1980 | середня категорія | участь |

## Зовнішні посилання
- Досьє на sport.references.com [Архівовано 2 лютого 2009 у Wayback Machine.]